# Bones (série de televisão)
Bones (em português, Ossos) é uma série televisiva americana criada por Armi Redax e exibida pela Fox nos Estados Unidos. No Brasil, está disponível pela Fox, além da Rede Globo e em Portugal pelos canais RTP2 e Fox Life. Levemente baseada na vida da antropóloga forense Kathy Reichs - uma das produtoras - a personagem que dá o título à série, Dr.ª Temperance "Bones" Brennan, partilha o nome com a protagonista de vários romances policiais de Reichs. A série trata de investigação em casos de assassinato tratados pelo Federal Bureau of Investigation (FBI) envolvendo restos mortais das vítimas - especialmente ossos - que são analisados pelos pesquisadores do "Jeffersonian Institution" (uma alusão ao Instituto Smithsoniano) comandados pela Dr.ª Saroyan após terem sido trazidos pelo agente especial Seeley Booth.
Com o seu primeiro episódio exibido em 13 de setembro de 2005, contou com um total de 12 temporadas, finalizando em 28 de Março de 2017.

## Personagens e elenco

### Dr.ª Temperance "Bones" Brennan (Emily Deschanel)

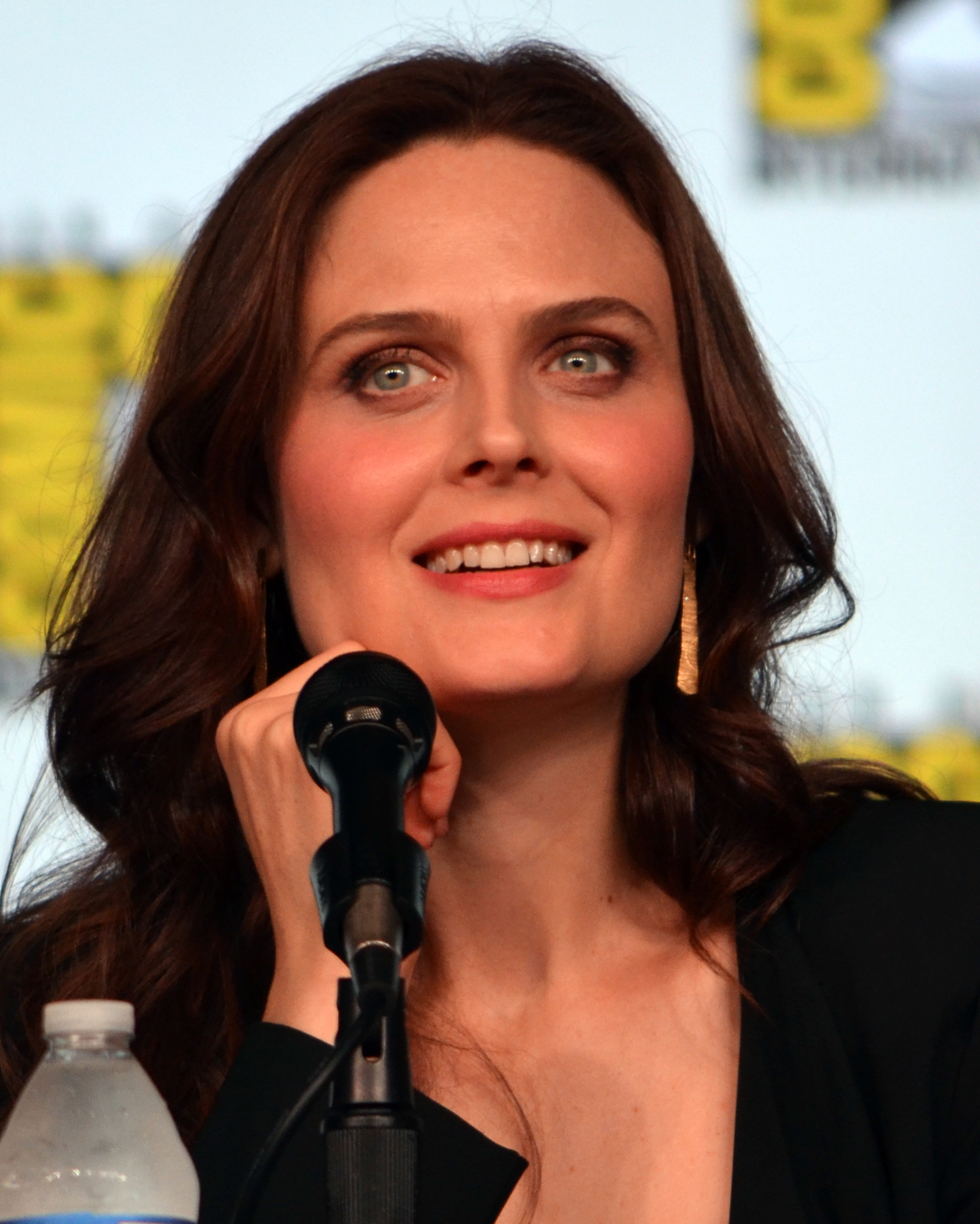
Emily Deschanel no papel de Dr.ª Temperance "Bones" Brennan

É uma antropóloga forense que trabalha no renomado Instituto Jeffersonian em Washington, DC. É autora de alguns  best-seller criminal e vegetariana, embora nas primeiras temporadas, não fosse e levantou a discussão sobre o assunto em alguns episódios. É várias vezes requisitada pelo FBI para ajudar na resolução de crimes,  em que geralmente restam somente os ossos das vítimas.
Seus pais desapareceram quando tinha quinze anos e seu irmão, Russ, dezenove. Russ foge e Brennan é mandada para a adoção. Na primeira temporada, ela descobre que seus pais não eram exatamente o que achava que eram. Na segunda, descobre que seus pais era assaltantes de bancos que obtiveram novas identidades (inclusive para ela e para Russ), presumindo-se que Temperance não era seu nome de nascença. Ao encontrar seu pai (na segunda temporada, já que sua mãe estava morta havia anos), ela mantém um relacionamento hostil devido ao seu passado e por querer vingança. Ao longo da segunda e da terceira temporada, ela perdoa seu pai que é julgado pelos seus crimes e condenado a alguns dias em prisão federal e serviço social durante dois anos. Ela também retoma contato com seu irmão.
Ela é uma empirista lógica e é muito racional. Seu brilhantismo intelectual permite-lhe fazer um trabalho inovador, mas sua falta de habilidade social proporciona a maior parte do humor leve do show, como, por exemplo, é extremamente literal, sendo assim não consegue entender bem gírias, piadas e frases no sentido figurado (na maioria das vezes Booth ou a Angela "traduzem" para ela o seu significado). Ao longo da série, apaixona-se por Booth, mas como ela mesma não consegue perceber, não admite, o que ocorre na quinta temporada.
Na segunda temporada, Bones é enterrada junto com Jack Hodgins num carro, vítima do assassino em série que se auto-denomina "O Coveiro". Eles conseguem escapar. O pai de Brennan é um forte apoio emocional para ela no penúltimo episódio da quinta temporada, quando ocorre o julgamento do Coveiro, apesar de ser preso novamente por ter tentado matar Heather Taffet, o Coveiro é considerado culpado ao final do episódio. No último episódio da sexta temporada Brennan revela a Booth que está grávida de um filho seu. No primeiro episódio da sétima temporada, Brennan e Booth começam um relacionamento e decidem que irão morar juntos, porém alguns conflitos começam a aparecer na vida do casal, Brennan e Booth se desentendem algumas vezes porque o casal não decide onde irão morar. Booth se recusa a aceitar as escolhas de Bones pelos imóveis, já que ele não pode arcar com os custos.
Outros conflitos passam a assombrar o casal, já que os mesmos começam a descobrir os pequenos detalhes que envolvem a vida a dois. Será que o casal vai conseguir driblar as situações do dia-a-dia?
Brennan também começa a sentir os sintomas da gravidez, ficando mais emotiva a doutora chora na cena do crime deixando os seus colegas surpresos. A super preocupação de Booth incomoda um pouco a doutora, que acaba cobrando algumas coisas do seu parceiro. No final da sétima temporada aparece um serial killer, Christopher Pelant, que mata um amigo da Dra. Brennan, acabando por incrimina-la, e acaba fugindo até comprovar a sua inocência.
No início da oitava temporada, Dr. Brennan consegue se inocentar com ajuda de todos do Jeffersonian, por causa de sua fuga ela e Booth acabam tendo desentendimentos, mas logo resolvem. Então, Brennan acaba pedindo a mão de Booth em casamento, ele de primeiro momento aceita, mas Pelant acaba ameaçando Booth para não casar com Brennan e diz também que se ele contar o porque não pode se casar com ela, iria matar pessoas inocentes, Booth então teve de recusar o pedido de Brennan, sem contar o verdadeiro motivo pelo qual recusou, Brennan acaba ficando muito triste e magoada. No início da nona temporada eles começam o episódio brigados, Booth vai no bar do seu amigo que era padre e acaba contando o porque recusou Brennan, Brennan então percebe os recibos do bar e acaba indo la falar com o ex-padre, e ele explica que Booth quer se casar com ela, mais do que ela imagina, mas que ele não pode (sem contar o verdadeiro motivo) então ao final eles já estão menos tensos, e Booth fica cada vez mais motivado a capturar e matar Pelant, para que eles possam se casar.

### Agente especial Seeley Joseph Booth (David Boreanaz)

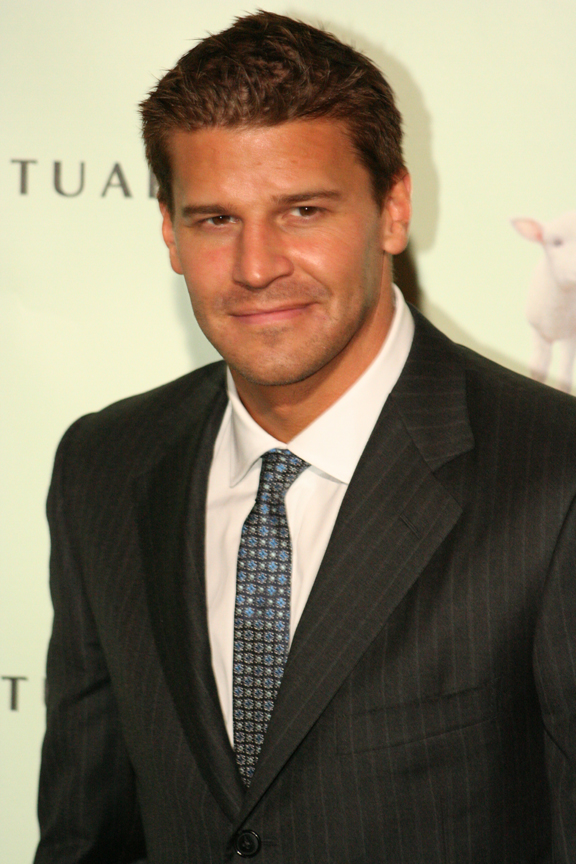
David Boreanaz no papel de Agente Especial Booth

Brennan ajuda o Agente Especial Booth em suas investigações, envolvendo restos humanos que não podem ser identificados sem as habilidades da antropologia forense. É pai solteiro de um garotinho chamado Parker.
Em contraste com os outros personagens principais, Booth tem conhecimento limitado da ciência. Ele prevê também a dicotomia entre ciência e emoção. Booth é o intuitivo humanista, conhecido por sua capacidade de adivinhar os motivos das pessoas. Ele é um ex-franco atirador do Exército e tem uma intensa aversão a palhaços. Odeia matar pessoas e por causa de sua ex-profissão já matou cerca de 50 e ainda sente muito remorso disso. Booth adora usar meias, gravatas e fivelas de cintos bem chamativos. Gosta imenso de tortas, e tenta convencer a Dr.ª Brennan a provar, mas ela recusa sempre. Sweets considera que é uma tentativa de sedução da parte de Booth, inconscientemente. Se apaixona pela Dr.ª Brennan (desde o início da série ele a chama de "Bones"), e mesmo ciente desse sentimento, foge dele, pois como são parceiros não podem se envolver amorosamente. Porém, na quinta temporada, ele se declara e Brennan diz sentir o mesmo, mas não querer correr o risco de transformar a amizade em uma relação amorosa.
Na quarta temporada, o Coveiro volta à série e o sequestra, colocando-o dentro de um navio que o governo em breve irá explodir para usar de recife artificial. Ao invés de dinheiro, ele pede uma evidência do caso do Coveiro que estava sob poder de Hodgins. O entomologista a entrega no local indicado e esta explode com uma bomba escondida. Ao final, descobre-se que o Coveiro era a promotora de justiça no próprio caso do Coveiro, Heather Taffet. Com a ajuda do irmão de Booth, Heather é presa e, na quinta temporada, julgada e condenada por sequestros e assassinatos, sendo considerada culpada.
Ao longo da quarta temporada, Booth teve alucinações e, quando viu Stewie, da série "Family Guy", Brennan levou-o para o hospital onde, depois de uma operação a um tumor cerebral, ficou em coma durante 4 dias. Nesse  tempo, Brennan leu para Booth o seu novo livro, baseado numa vida alternativa deles dois, onde eram casados. Booth sonhou com isso, acordando do coma a pensar que era casado com Brennan.
Na quinta temporada, Booth acorda totalmente diferente ainda confuso devido a cirurgia. Depois de Brennan não arriscar uma relação com ele após a declaração de Seeley após consultarem-se com Sweets, Booth é convocado para ir durante um ano para o Afeganistão, e Brennan também é requisitada a uma viagem às Ilhas de Maluku em uma pesquisa antropológica durante um ano.
A sexta temporada inicia com Booth e Brennan voltando de suas viagens, Booth regressa a Washington com uma namorada, chamada Hannah, e ao longo da série Brennan nota que perdeu a sua oportunidade. Temperance percebe que estava apaixonada por Booth e declara-se discretamente, mas Booth desculpa-se alegando que ama Hannah agora. Seeley, no episódio treze (6x13), pede Hannah em casamento, mas ela rejeita seu pedido alegando que não é do tipo de pessoa que se compromete, rompendo o namoro. Booth, atordoado, não sabe o porquê de nenhuma mulher pelo qual ele se apaixona não aceitá-lo. Com o passar do tempo, Booth percebe que Brennan sempre esteve ao seu lado e ambos veem um futuro relacionamento amoroso.
No penúltimo episódio da sexta temporada, com a morte do estagiário Vincent Nigel-Murray (Ryan Cartwright) provocada por Jacob Bladonski (Arnold Vosloo, o Imhotep dos filmes 'A Múmia' e 'O Retorno da Múmia'), Booth pede à Brennan para passar a noite em seu apartamento. Ele é acordado às 4:47 da manhã por ela que está terrivelmente traumatizada e abraça-a, deitando-se em sua cama com ela. Booth caça Jacob no dia seguinte na marina e o acerta com um tiro na perna, prendendo-o. O corpo de Vincent é levado de volta à sua terra natal, Inglaterra.
No último episódio da sexta temporada, após o nascimento do bebê de Angela e Hodgins, Booth recebe a notícia de Brennan que ela está esperando um filho dele. No primeiro episódio da sétima temporada, Brennan e Booth começam um relacionamento e decidem que irão morar juntos, porém alguns conflitos começam a aparecer na vida do casal, Brennan e Booth se desentendem algumas vezes porque o casal não decide onde irão morar. Booth se recusa a aceitar as escolhas de Bones pelos imóveis, já que ele não pode arcar com os custos.
Outros conflitos passam a assombrar o casal, já que os mesmos começam a descobrir os pequenos detalhes que envolvem a vida a dois. Será que o casal vai conseguir driblar as situações do dia-a-dia?

### Angela Pearly-Gates Montenegro (Michaela Conlin)

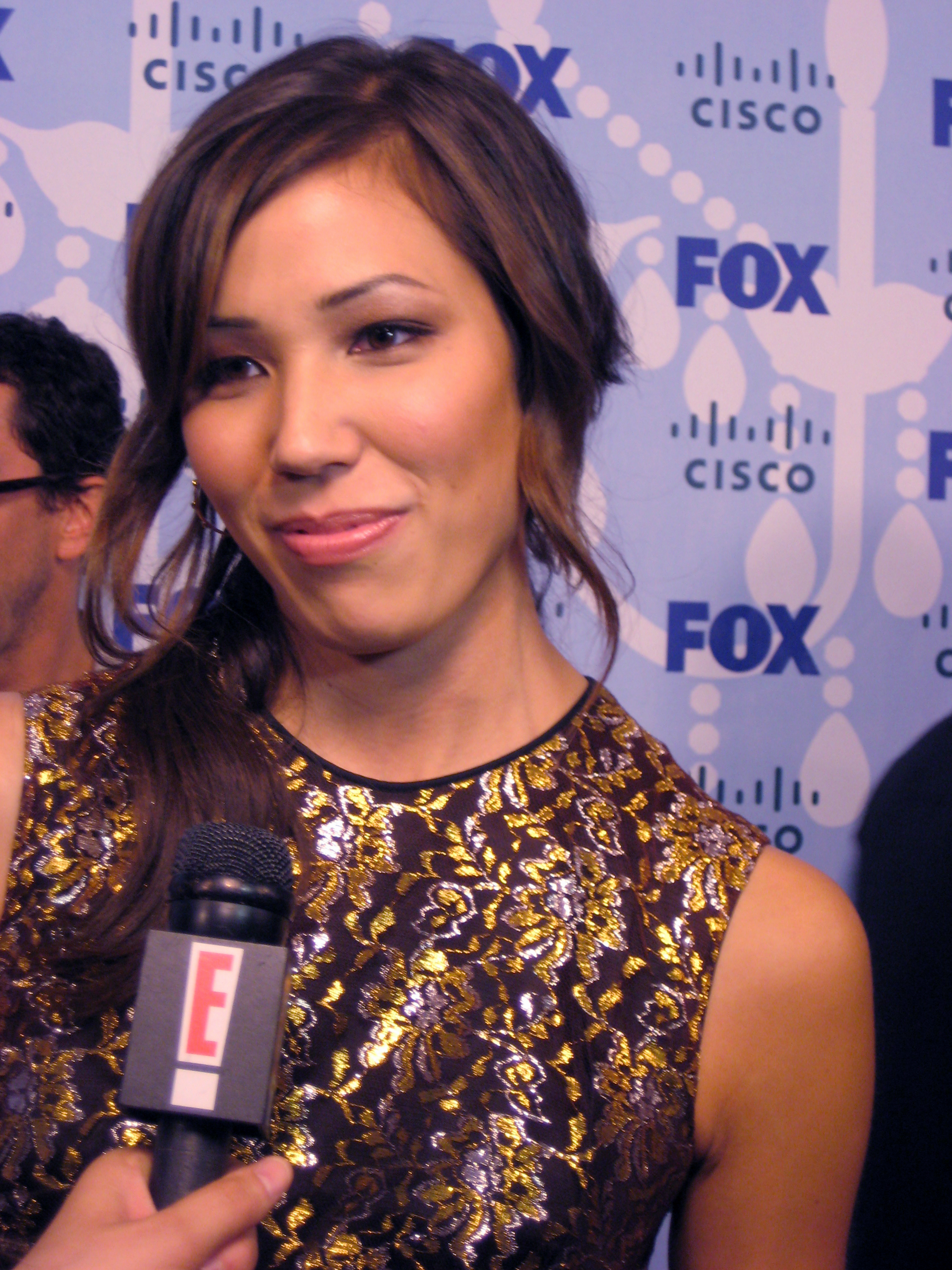
Michaela Conlin no papel de Angela Montenegro

Uma artista forense no Instituto de Jeffersonian, e a melhor amiga de Brennan.
Angela é especialista na reconstrução craniofacial e pode gerar hologramas usando seu programa gráfico 3D para simular diversos cenários de um crime. Ela é formada em Artes Visuais pela Universidade do Texas em Austin com Especialização em Ciência da Computação. Ela também estudou Ilustração Biomédica pela American University.
Na primeira temporada ela se mostra amedrontada por ter que dar rostos a crânios e quase abandona o Jeffersonian, mas Brennan diz que seu trabalho é insubstituível dentro do Jeffersonian, convencendo-a a ficar.
Na segunda temporada, Angela se apaixona por Jack Hodgins, o entomologista do Jeffersonian. A última cena da segunda temporada é a cena do casamento dos dois, que é interrompida quando agentes federais aparecem e dizem que Angela era casada com um neozelandês cujo apelido era Berimbau. Hodgins não liga para isso e junto fogem da igreja. Durante toda a terceira temporada, Angela e Hodgins tentam, através de agentes do governo, encontrar Berimbau. Quando finalmente o fazem, este recusa a se divorciar de Angela, provando fortes brigas com Hodgins. Quando finalmente ocorre o divórcio, Angela e Hodgins já se separaram.
Na quarta temporada, ela volta a namorar uma antiga namorada de faculdade Roxie,que termina com a Angela por querem um relacionamento sério e a Angela quer viver o momento, apòs o rompimento Angela  inicia um período de celibato. Depois ela mantém um namoro com um dos estagiários do Jeffersonian (quinta temporada). Este namoro é rápido e os sentimentos dela por Hodgins voltam, mas não lhe diz nada. Por fim, em um dos últimos episódios da quinta temporada, ela e Hodgins são presos e passam um tempo na cadeia até que o juiz chegue de sua viagem. Neste curto tempo que passaram juntos, eles se declaram e são casados pelo delegado local, mantendo isso em segredo de seus amigos até o episódio seguinte.
Apesar de Angela não ter formações a nível de engenhos de som, esta mostra ter uma capacidade admirável na quarta temporada, quando consegue desencriptar a voz do Coveiro, revelando ser a voz de Heather Taffet, durante o seu julgamento. Contudo, a vilã apresenta uma amostra de som modificada por um agente reformado do FBI que mostra a voz de Angela em vez da de Taffet. Esta prova foi irrelevante para o julgamento, já que, como cada um dos especialistas podia ter convertido o som para a voz de outra pessoa, o juiz decidiu não aceitar a amostra de ambas como prova.
Na sexta temporada, Angela volta grávida de Hodgins e eles descobrem que o filho deles possui 25% de chances de nascer cego. No último episódio, preparados para o diagnóstico, após o nascimento do filho deles, eles descobrem que ele possuía uma excelente visão.
Na 10.ª temporada  o nome real de Angela é descoberto ser ''Pookie Noodlin.''  Antes da revelação, era bem conhecido que ela estava tão envergonhada de seu nome de nascimento que ela nunca disse a ninguém, mesmo seu marido e amigos mais próximos.

### Zachary Uriah "Zack"Addy (Eric Millegan)
É apresentado como estudante de pós-graduação e assistente no Instituto de Jeffersonian no início da série. Na segunda temporada recebe seu doutoramento em Antropologia Forense e se torna um antropólogo forense profissional.
Embora bem-intencionado, útil e amigável, quando a situação exige uma interação social ou da intuição, ele é muitas vezes confuso. Ele é extremamente inteligente e é o melhor amigo de Hodgins. Devido à sua idade, seus amigos de trabalho dizem que ele nunca namorou alguém, fato que ele nega com convicção.
No último episódio da segunda temporada, ele demonstra forte nervosismo. Seeley Booth pergunta o que está ocorrendo e ele diz que recebeu uma intimação para ir à guerra no Iraque. A terceira temporada começa três meses depois e a Dr. Brennan está procurando um substituto para Zack, mas não encontra ninguém que possa substituí-lo. Zack retorna do Iraque ainda neste episódio, causando alegria de todos os seus amigos de trabalho.
A terceira temporada se inicia com uma série de crimes que revelam a existência de uma sociedade secreta responsável por rituais de canibalismo. Ainda no primeiro episódio da terceira temporada, descobre-se que sempre haverá um mestre (chamado de Gormogon) e um aprendiz (que comete suicídio e precisa ser substituído). No último episódio da temporada, descobre-se que Zack substituiu o aprendiz morto. Ele faz um acordo com uma advogada amiga do grupo, Caroline, e é considerado como portador de deficiência mental, sendo mandado para uma prisão psiquiátrica, além de ser acusado de ter matado a vítima do ritual de canibalismo.
No quinto episódio da quarta temporada, as habilidades de Zack são requeridas para a solução de um assassinato. Neste episódio, Zack acaba contando a Lance Sweets (psicólogo do FBI e seu amigo), que nunca matou ninguém e que apenas disse tê-lo feito para ser enviado à prisão psiquiátrica e não a uma prisão federal. Como psicólogo de Zack, Sweets é obrigado a manter este segredo.

### JackStanleyHodginsIV (T. J. Thyne)

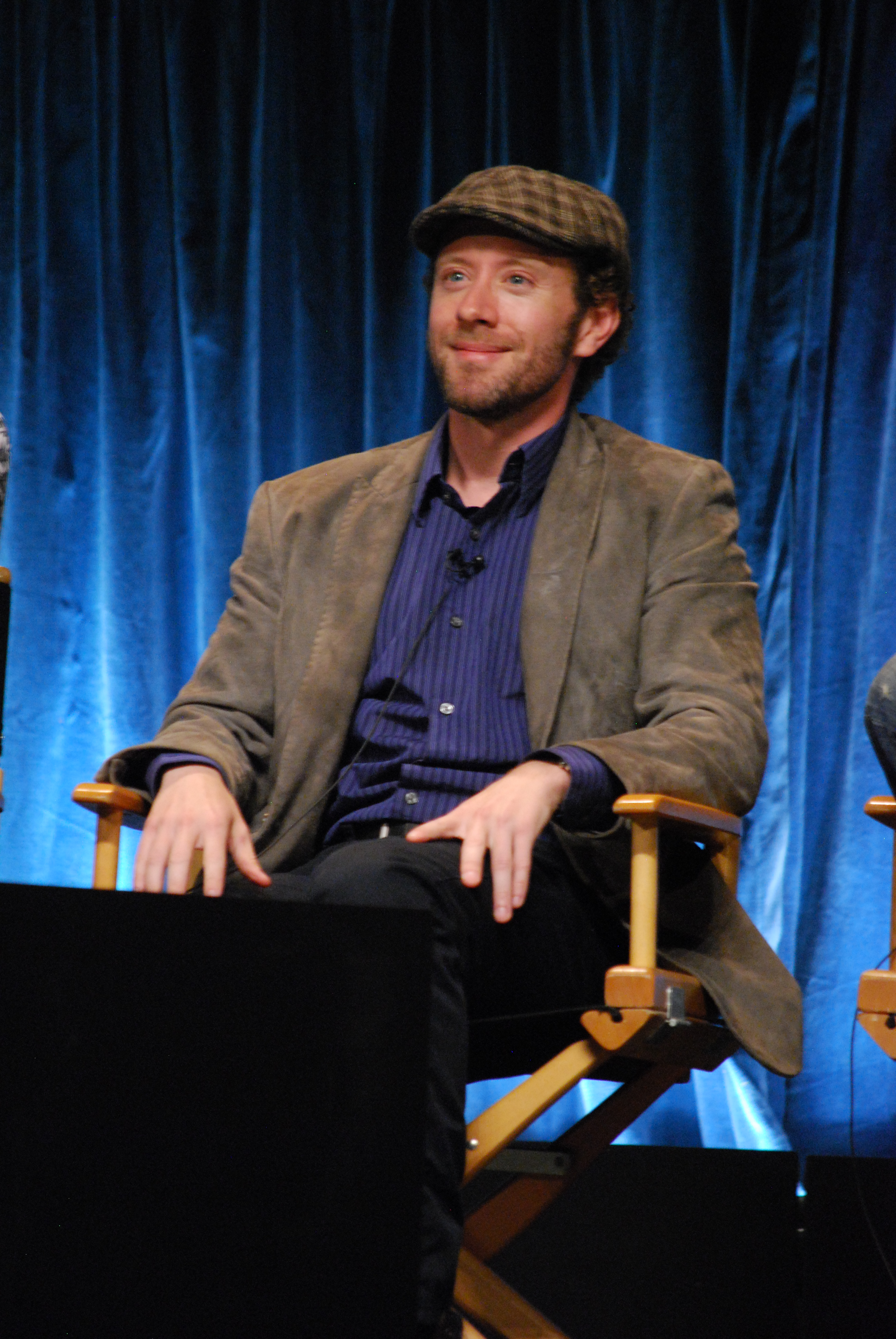
T. J. Thyne no papel de Jack Hodgins

Entomologista e também um especialista em esporos e minerais.
Ele é uma das pessoas mais normais no grupo e ajuda Zack a ser socialmente normal. Sua normalidade é contestada por acreditar em uma enorme conspiração dentro do governo americano. Sua família é extremamente rica e são grandes patrocinadores do instituto Jeffersonian.
Abrigou Zack em sua grande casa durante anos até que este foi mandado para uma prisão psiquiátrica (terceira temporada).
Na segunda temporada, ele e a Dr. Brennan são sequestrados por um serial killer denominado "O Coveiro", cujo MO (Modus Operandi) é enterrar as pessoas e, através de um modificador de voz, pedir dinheiro. Caso este seja entregue, ele dá as localizações geográficas do local onde a pessoa está enterrada. Caso contrário, a pessoa morrerá enterrada. Com um pouco de astúcia, ele e Brennan conseguem escapar, mas o Coveiro não é detido.
Na quinta temporada, ele se casa com Angela e na sexta, ela está esperando um filho seu. O bebê tinha 25% de chances de nascer cego, o que não ocorrera, felizmente. Hodgins nomeia seu filho de Michael Staccato Vincent (homenagem ao seu amigo, Vincent, que fora morto no episódio anterior) Hodgins.

### Camille "Cam" Saroyan (Tamara Taylor)

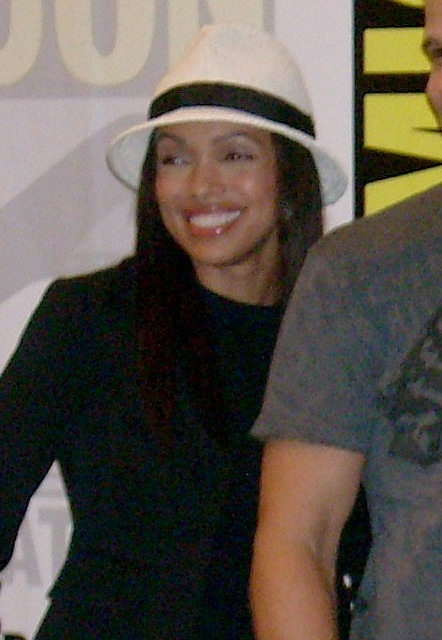
Tamara Taylor no papel de Camille "Cam" Saroyan

É a chefe da Divisão de Polícia no Instituto Jeffersonian.
Ela foi introduzida no primeiro episódio da segunda temporada, após ser contratada pelo Dr. Goodman enquanto a Dr.ª Brennan estava de férias. Ela foi uma médica legista de Nova York antes de assumir a posição no Jeffersonian. Teve um curto relacionamento amoroso com Booth no começo da segunda temporada, mas eles continuaram amigos após o rompimento (como prova, Cam aconselhou Booth no primeiro episódio da quinta temporada, após ouvir dele que estava apaixonado pela Dr.ª Brennan, que se ele a magoasse, Brennan se fecharia ao mundo).
Cam, como é conhecida, e a Dr.ª Brennan tem uma relação estritamente profissional, uma vez que discordam em diversas ocasiões dos métodos de trabalho. Ao começo da quinta temporada, fica evidente que uma amizade floresceu entre as duas, o que é confirmado no último episódio, quando Camille diz que Brennan é insubstituível.
Na sexta temporada, Cam começa a ter um relacionamento duradouro com Paul, o ex-ginecologista de sua filha adotiva, Michelle (adotada na quarta temporada após perder o pai, por qual Cam já havia tido um relacionamento amoroso. Cam amava-a e adotou-a após receber o conselho da Dr.ª Brennan.).

### Lance Sweets (John Francis Daley)

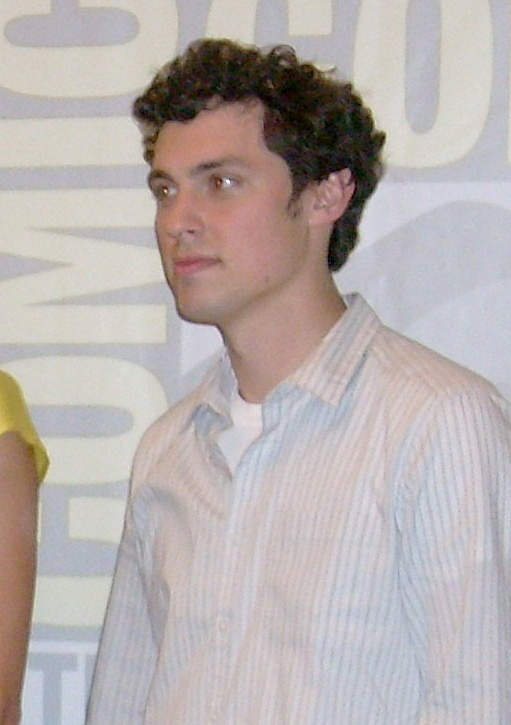
John Francis Daley no papel de Lance Sweets

Um psicólogo,com 22 anos, designado pelo FBI para tentar estudar a relação complexa entre Booth e Brennan.
O personagem fez sua primeira aparição no quarto episódio da terceira temporada e tornou-se um membro do elenco principal.
Com sua grande capacidade analítica auxilia Booth e Brennan a solucionar os casos ao longo da série.
No último episódio da terceira temporada, pensa que Hodgins é um aprendiz de canibal devido às suas teorias conspiratórias e na quarta temporada inicia um namoro com uma das estagiárias no Jeffersonian, Daisy. Namoro este rompido no último episódio da quinta temporada.
Na sexta temporada, episódio seis, ele e Daisy reatam o namoro após perceberem que não viviam um sem o outro. Foi assassinado no início da décima temporada.
Personagens Secundários
Sr. Nigel-Murray

## Visão geral do personagem
| Personagem                 | Artista            | Temporadas | Temporadas | Temporadas | Temporadas | Temporadas   | Temporadas | Temporadas | Temporadas | Temporadas | Temporadas | Temporadas   | Temporadas |
| Personagem                 | Artista            | 1          | 2          | 3          | 4          | 5            | 6          | 7          | 8          | 9          | 10         | 11           | 12         |
| -------------------------- | ------------------ | ---------- | ---------- | ---------- | ---------- | ------------ | ---------- | ---------- | ---------- | ---------- | ---------- | ------------ | ---------- |
| Temperance "Bones" Brennan | Emily Deschanel    | Principal  | Principal  | Principal  | Principal  | Principal    | Principal  | Principal  | Principal  | Principal  | Principal  | Principal    | Principal  |
| Seeley Booth               | David Boreanaz     | Principal  | Principal  | Principal  | Principal  | Principal    | Principal  | Principal  | Principal  | Principal  | Principal  | Principal    | Principal  |
| Angela Montenegro          | Michaela Conlin    | Principal  | Principal  | Principal  | Principal  | Principal    | Principal  | Principal  | Principal  | Principal  | Principal  | Principal    | Principal  |
| Zack Addy                  | Eric Millegan      | Principal  | Principal  | Principal  | Recorrente | Participação |            |            |            |            |            | Participação | Recorrente |
| Jack Hodgins               | T. J. Thyne        | Principal  | Principal  | Principal  | Principal  | Principal    | Principal  | Principal  | Principal  | Principal  | Principal  | Principal    | Principal  |
| Daniel Goodman             | Jonathan Adams     | Principal  |            |            |            |              |            |            |            |            |            |              |            |
| Camille Saroyan            | Tamara Taylor      |            | Principal  | Principal  | Principal  | Principal    | Principal  | Principal  | Principal  | Principal  | Principal  | Principal    | Principal  |
| Lance Sweets               | John Francis Daley |            |            | Principal  | Principal  | Principal    | Principal  | Principal  | Principal  | Principal  | Principal  |              |            |
| James Aubrey               | John Boyd          |            |            |            |            |              |            |            |            |            | Principal  | Principal    | Principal  |
| Caroline Julian            | Patricia Belcher   | Recorrente | Recorrente | Recorrente | Recorrente | Recorrente   | Recorrente | Recorrente | Recorrente | Recorrente | Recorrente | Recorrente   | Recorrente |
| Parker Booth               | Ty Panitz          | Recorrente | Recorrente | Recorrente | Recorrente | Recorrente   | Recorrente | Recorrente |            | Recorrente |            |              |            |
| Parker Booth               | Gavin MacIntosh    |            |            |            |            |              |            |            |            |            |            | Recorrente   | Recorrente |

## Sinopse

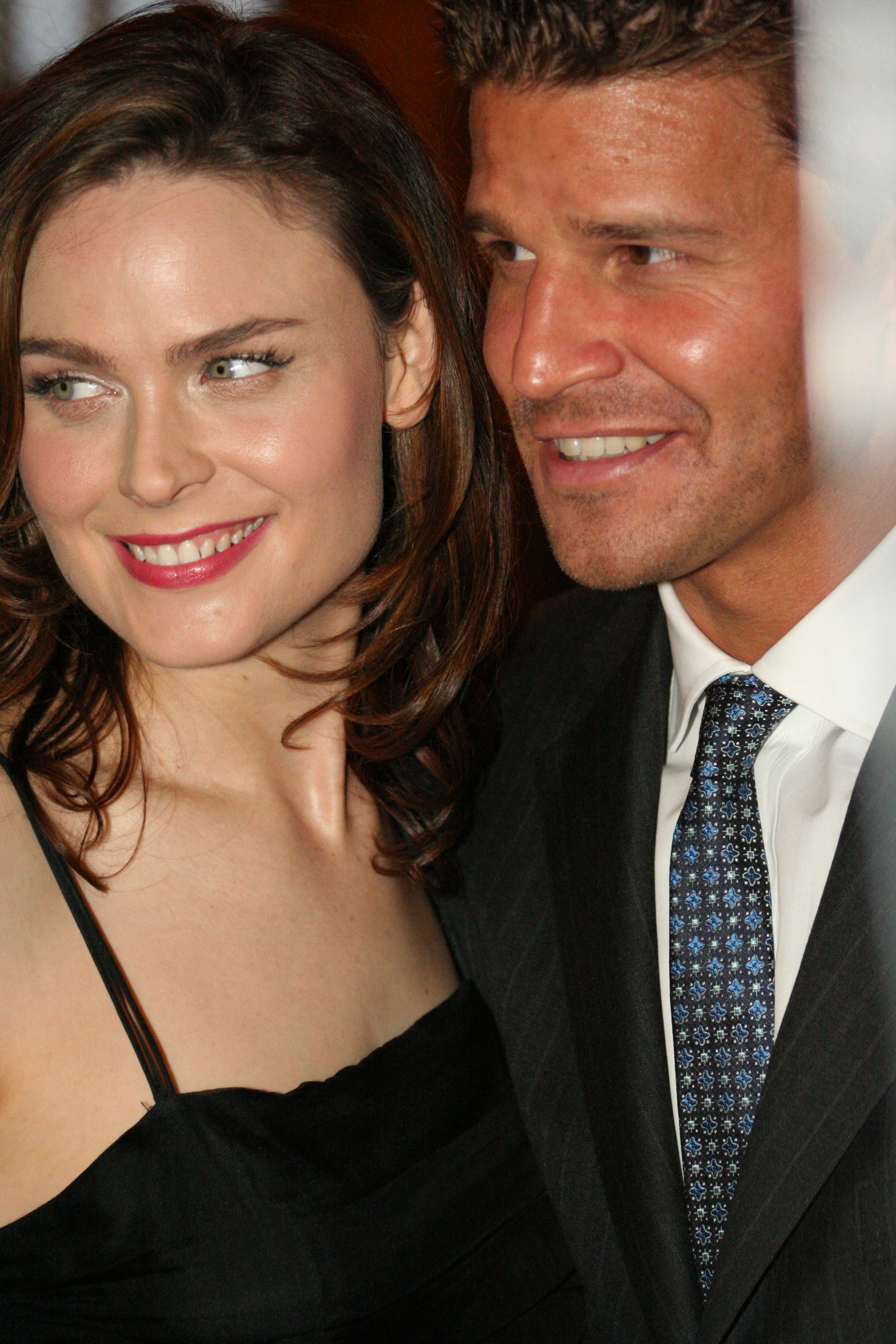
Emily Deschanel e David Boreanaz, astros da série

A série começou no ano de 2005, e conta a história de uma aliança improvável de Dr.ª Temperance "Bones" Brennan, equipe de antropologia forense do Instituto de Jeffersonian e do Agente especial Seeley Joseph Booth do FBI.
Ao examinar os restos mortais das vítimas de assassinato, a Dr.ª Brennan e sua equipe fornecem conhecimentos científicos e perspectivas ao mundo da investigação criminal para o FBI.
Além dos casos de assassinato apresentados em cada episódio, a série explora as origens e relacionamentos dos personagens principais, incluindo o desenvolvimento de amizade e possível romance entre Brennan e Booth.

## Episódios
Primeira Temporada
·        1 - Pilot
·        2 - O Homem Bomba
·        3 - A Chantagem
·        4 - The Man In The Bear
·        5 - Menino Desaparecido
·        6 - O Homem na Parede
·        7 - No Corredor da Morte
·        8 - Juventude Perdida
·        9 - História de uma Vida
·        10 - Sem Identidade
·        11 - A Difícil Escolha
·        12 - Anjo Salvador
·        13 - Imigrantes e Ilegais
·        14 - O Homem no Campo de Golf
·        15 - Amigo Virtual
·        16 - Documentação Final
·        17 - Crime no Deserto
·        18 - A Lenda do Tesouro
·        19 - O Homem no Necrotério
·        20 - Transparente Mortal
·        21 - Pesadelos de Guerra
·        22 - Revirando o Passado
Segunda Temporada
·        1 - Jogada de Mestre
·        2 - Gravidez e Sequestro
·        3 - Meninos de Rua
·        4 - No Corredor da Morte
·        5 - Mistério Na Construção
·        6 - Imunidade Diplomática
·        7 - A Rainha do Concurso
·        8 - Viva Las Vegas
·        9 - O Coveiro
·        10 - Terror na Floresta
·        11 - Judas On A Pole
·        12 - O Misterioso Veneno
·        13 - Morte no Parque
·        14 - Conflito de Interesses
·        15 - Corpos no Livro
·        16 - Tradição Chinesa
·        17 - A Razão
·        18 - Ajuda Perigosa
·        19 - Jogador Sob Pressão
·        20 - O Homem Que Caiu Na Terra
·        21 - O Mistério Dos Ossos Brilhantes
Terceira Temporada
·        1 - O Filho da Viúva
·        2 - Exército da Libertação Nacional
·        3 - Brincando de Pônei
·        4 - O Segredo No Solo
·        5 - A Múmia no Labirinto
·        6 - Traição
·        7 - Vinte Anos Depois
·        8 - O Aprendiz
·        9 - A Magia do Natal
·        10 - A Vingança
·        11 - Jogador Sob Pressão
·        12 - Um Lar Para Andy
·        13 - Golpe De Misericórdia
·        14 - Paixão Desenfreada
·        15 - O Fim de Gormogon
Quarta Temporada
·        1 - Ianques Na Inglaterra: Parte 1
·        2 - Ianques Na Inglaterra: Parte 2
·        3 - Flagrado pelo Bill
·        4 - O Dedo do Ninho
·        5 - TOC-Transtorno Obsessivo Compulsivo
·        6 - Um Corpo do Poço do Elevador
·        7 - Troca de Identidade
·        8 - O Artista na Escultura
·        9 - O Irmão mais Novo
·        10 - Assassinato em Pleno Ar
·        11 - Um Novo Emprego
·        12 - Morte no Picadeiro
·        13 - Homicídio no Gelo
·        14 - O Fantasma
·        15 - Excalibur e o Rei Arthur
·        16 - O Cadáver em Extinção
·        17 - O Pacto
·        18 - Morte no Parque
·        19 - Chili de Carne
·        20 - O Ciúme
·        21 - Trauma de Infância
·        22 - Mistério no Velório
·        23 - A Máscara da Morte
·        24 - A Fraternidade
·        25 - A Vingança
·        26 - O Álibi
Quinta Temporada
·        1 - Precursores de um Novo Dia
·        2 - A Maleta
·        3 - O Dom
·        4 - Um Lindo Dia Na Vizinhança
·        5 - O Menino Do Coração Que Sangra
·        6 - O Protesto
·        7 - O Leprechaum
·        8 - O Avô de Booth
·        9 - Rei do Jogo
·        10 - Noite Feliz
·        11 - Lixo Tóxico
·        12 - Investigação Secreta
·        13 - Revelações Íntimas
·        14 - Detalhes Diabólicos
·        15 - Cartas de Amor
·        16 - O Primeiro Caso
·        17 - A Morte da Abelha Rainha
·        18 - Acerto de Contas
·        19 - O Acampamento da Morte
·        20 - Os Ossos de Salém
·        21 - O Julgamento do Coveiro
·        22 - A Despedida
Sexta Temporada
·        1 - O Mastodonte Da Sala
·        2 - O Casal Na Caverna
·        3 - Os Vermes Na Cabeça
·        4 - O Corpo E A Recompensa
·        5 - O Dançarino
·        6 - Um Resgate Da História
·        7 - O Crime Do Chocolate
·        8 - A Faca De Prata
·        9 - O Mundo De Cabeça Para Baixo
·        10 - A Bolsa Pirata
·        11 - O Fim Do Coveiro
·        12 - Pecado entre Irmãs
·        13 - O Ciclista Voador
·        14 - O Dia Dos Namorados
·        15 - O Assassino Das Sombras
·        16 - O Vírus Mortal
·        17 - O Podólogo
·        18 - O Chupa Cabras
·        19 - O Tesouro Espanhol
·        20 - O Mistério Do Titânio
·        21 - Os Sinais Do Silêncio
·        22 - Adeus A Um Amigo
·        23 - The Change In The Game
Sétima Temporada
·        1 - Lembranças Perdidas
·        2 - A Mulher Python
·        3 - O Príncipe Charmington
·        4 - Encomenda Macabra
·        5 - Caçadores De Tempestades
·        6 - Quebrando Regras
·        7 - O Parto
·        8 - Os Cupons Da Morte
·        9 - Prós E Contras
·        10 - A Derrota De Um Guerreiro
·        11 - O Império Das Trufas
·        12 - O Osso Da Discórdia
·        13 - O Passado No Presente
Oitava Temporada
·        1 - O Futuro Do Passado
·        2 - Parceiros Do Divórcio
·        3 - Os Gêmeos Idênticos
·        4 - Uma Fera A Solta
·        5 - Sócias Para Sempre
·        6 - Resgatando O Passado
·        7 - O Mistério Do Casulo
·        8 - O Caso Do Comediante
·        9 - Os Gêmeos Idênticos
·        10 - O Concurso De Dança
·        11 - Um Segredo Milenar
·        12 - Um Testamento Muito Louco
·        13 - O Retorno De Pelant
·        14 - A Guerra De Patins
·        15 - Uma Bala De Sangue
·        16 - Amigo De Verdade
·        17 - Um Fato Na Ficção
·        18 - A Morte Do Sobrevivente
·        19 - Explosão No Bunker
·        20 - Diamantes De Sangue
·        21 - Júri Popular
·        22 - A Morte Do Stripper
·        23 - O Vírus Em Mutação
·        24 - O Vírus Em Mutação
Nona Temporada
·        1 - Os Segredos Na Propos
·        2 - The Cheat In The Retreat
·        3 - El Carnicero En El Coche
·        4 - Um Sentido No Sacrifício
·        5 - A Moça Na Lista
·        6 - A Mulher De Branco
·        7 - O Nazista Na Lua De Mel
·        8 - O Cara Na Barragem
·        9 - A Fúria No Júri
·        10 - O Mistério Na Carne
·        11 - O Lampejo No Parque
·        12 - O Fantasma No Assassino
·        13 - Famoso Nas Filipinas
·        14 - O Mestre No Chiqueiro
·        15 - A Herdeira Na Colina
·        16 - O Informante No Lodo
·        17 - O Cobrador Na Fossa Séptica
·        18 - A Cenoura No Arbusto
·        19 - A Reviravolta Na Urna
·        20 - A Alta No Baixo
·        21 - O Morto No Arquivo
·        22 - O Prego No Caixão
·        23 - O Drama Na Diva
·        24 - O Recluso Na Poltrona
Décima Temporada
·        1 - Uma Conspiração Mortal
·        2 - O Adeus A Sweets
·        3 - Um Corpo No Esgoto
·        4 - Um Homem Obcecado
·        5 - Uma Prova De Competência
·        6 - À Procura De Um Amor Perdido
·        7 - Lembranças Inesquecíveis
·        8 - Uma Charada Indecifrável
·        9 - Uma Espécie Em Extinção
·        10 - A Calçada Da Fama
·        11 - A Vidente
·        12 - A Professora
·        13 - Fé Inabalável
·        14 - Uma Tacada Infeliz
·        15 - The Eye In The Sky
·        16 - Uma Lanchonete Muito Suspeita
·        17 - Achados E Perdidos
·        18 - The Verdict In The Victims
·        19 - The Murder In The Middle East
·        20 - Um Corpo No Rio
·        21 - Uma Luz No Fim Do Túnel
·        22 - De Volta Ao Passado
Décima Primeira Temporada
·        1 - A Lealdade Na Mentira
·        2 - Um Amor Fraternal
·        3 - O Doador
·        4 - Carpus Nos Coy-Lobos
·        5 - A Ressureição Dos Restos
·        6 - Senador No Varredor
·        7 - O Truque Fatal
·        8 - Ação De Graças
·        9 - O Cowboy Na Competição
·        10 - Tragédia Na Explosão
·        11 - A Morte Na Defesa
·        12 - O Assassinato Do Marido
·        13 - O Monstro Do Armário
·        14 - A Última Tentativa
·        15 - O Picolé Humano
·        16 - O Golpe Nos Acordes
·        17 - O Segredo No Serviço
·        18 - Filme Em Produção
·        19 - A Perda De Um Talento
·        20 - Arqueologia De Um Cadáver
·        21 - A Jóia Da Coroa
·        22 - O Pesadelo Dentro Do Pesadelo
Décima Segunda Temporada
·        1 - The Hope In The Horror
·        2 - O Cérebro Por Trás Do Robô
·        3 - Novos Truques Da Velha Guarda
·        4 - O Preço Do Passado
·        5 - O Tutor E A Briga
·        6 - A Falha Na Serra
·        7 - O Medo No Desfecho
·        8 - O Luto E A Garota
·        9 - Roubos E Carros
·        10 - Panteras Radioativas Numa Festa
·        11 - Um Dia Na Vida
·        12 - O Final Do Fim

## Recepção da crítica
Em sua 1.ª temporada, Bones teve recepção mista por parte da crítica especializada. Com base de 29 avaliações profissionais, alcançou uma pontuação de 55% no Metacritic. Por votos dos usuários do site, atinge uma nota de 7.3, usada para avaliar a recepção do público.

## Audiência
| Temporada | Primeiro episódio      | Último episódio     | Nº de episódios | Ranking | Audiência (em milhões) |
| --------- | ---------------------- | ------------------- | --------------- | ------- | ---------------------- |
| 1.ª       | 13 de setembro de 2005 | 17 de maio de 2006  | 22              | 60      | 8.90                   |
| 2.ª       | 30 de agosto de 2006   | 16 de maio de 2007  | 21              | 50      | 9.40                   |
| 3.ª       | 25 de setembro de 2007 | 19 de maio de 2008  | 15              | 51      | 8.9                    |
| 4.ª       | 3 de setembro de 2008  | 14 de maio de 2009  | 25              | 32      | 10.81                  |
| 5.ª       | 17 de setembro de 2009 | 20 de maio de 2010  | 22              | 32      | 10.02                  |
| 6.ª       | 23 de setembro de 2010 | 19 de maio de 2011  | 23              | 29      | 11.57                  |
| 7.ª       | 3 de novembro de 2011  | 14 de maio de 2012  | 13              | 48      | 9.26                   |
| 8.ª       | 17 de setembro de 2012 | 29 de abril de 2013 | 24              | 42      | 9.52                   |
| 9.ª       | 16 de setembro de 2013 | 19 de maio de 2014  | 24              | -       | -                      |
| 10.ª      | 23 de setembro de 2014 | 7 de maio de 2015   | 22              | -       | -                      |

## DVD e Blu-ray

### DVD
| Temporada | Região 1     | Região 1        | Região 1               | Região 2 | Região 2        | Região 2               | Região 4 | Região 4        | Região 4              |
| Temporada | Discos       | Nº de episódios | Data de lançamento     | Discos   | Nº de episódios | Data de lançamento     | Discos   | Nº de episódios | Data de lançamento    |
| --------- | ------------ | --------------- | ---------------------- | -------- | --------------- | ---------------------- | -------- | --------------- | --------------------- |
| 1         | 4 Dual Layer | 22              | 28 de novembro de 2006 | 6        | 22              | 30 de outubro de 2006  | 6        | 22              | 11 de janeiro de 2007 |
| 2         | 6            | 21              | 11 de setembro de 2007 | 6        | 21              | 15 de outubro de 2007  | 6        | 21              | 3 de dezembro de 2008 |
| 3         | 5            | 15+4            | 18 de novembro de 2008 | 4        | 15              | 17 de novembro de 2008 | 4        | 15              | 4 de março de 2009    |
| 4         | 4            | 22              | 6 de outubro de 2009   | 7        | 26              | 26 de outubro de 2009  | 7        | 26              | 27 de outubro de 2009 |
| 5         | 6            | 22              | 5 de outubro de 2010   | 6        | 22              | 18 de outubro de 2010  | 6        | 22              | 27 de outubro de 2010 |
| 6         | 6            | 23              | 11 de outubro de 2011  | 6        | 23              | 17 de outubro de 2011  | 6        | 23              | 9 de novembro de 2011 |
| 7         | 4            | 13              | 9 de outubro de 2012   | 4        | 13              | 1 de outubro de 2012   | 4        | 13              | 7 de novembro de 2012 |
| 8         | 6            | 24              | 2013                   | 6        | 24              | 2013                   | 6        | 24              | 2013                  |

### Blu-Ray
| Temp. | [[Blu-ray#Divis.C3.A3o das regi.C3.B5es\|Região A [[América do Norte, Leste da Asia. (exceto Guiana Francesa, China e Mongolia)]]] | [[Blu-ray#Divis.C3.A3o das regi.C3.B5es\|Região A [[América do Norte, Leste da Asia. (exceto Guiana Francesa, China e Mongolia)]]] | [[Blu-ray#Divis.C3.A3o das regi.C3.B5es\|Região A [[América do Norte, Leste da Asia. (exceto Guiana Francesa, China e Mongolia)]]] | Região B (Europa, Oriente Médio, África, Oceania e Guiana Francesa) | Região B (Europa, Oriente Médio, África, Oceania e Guiana Francesa) | Região B (Europa, Oriente Médio, África, Oceania e Guiana Francesa) | Região A (América Central e América do Sul) | Região A (América Central e América do Sul) | Região A (América Central e América do Sul) |
| Temp. | Discos | Nº de episódios | Data de lançamento | Discos                                                              | Nº de episódios                                                     | Data de lançamento                                                  | Discos                                      | Nº de episódios                             | Data de lançamento                          |
| ----- | --- | --- | --- | ------------------------------------------------------------------- | ------------------------------------------------------------------- | ------------------------------------------------------------------- | ------------------------------------------- | ------------------------------------------- | ------------------------------------------- |
| 4     | 5 | 26 | 6 de outubro de 2009 | -                                                                   | -                                                                   | -                                                                   | -                                           | -                                           | -                                           |
| 5     | 4 | 22 | 5 de outubro de 2010 | 4                                                                   | 22                                                                  | 18 de outubro de 2010                                               | 4                                           | 22                                          | 27 de outubro de 2010                       |
| 6     | 4 | 23 | 11 de outubro de 2011 | 4                                                                   | 23                                                                  | 17 de outubro de 2011                                               | 4                                           | 23                                          | 9 de novembro de 2011                       |
| 7     | 3 | 13 | 9 de outubro de 2012 | 3                                                                   | 13                                                                  | 1 de outubro de 2012                                                | 3                                           | 13                                          | 7 de novembro de 2010                       |
| 8     | 5 | 24 | 8 de outubro de 2013 | 5                                                                   | 24                                                                  | 30 de setembro de 2013                                              | 5                                           | 24                                          | 20 de novembro de 2013                      |